# Чиголи
Лодовико Карди, более известный под прозванием по месту рождения Чиголи (итал. Lodovico Cardi, Cigoli; 12 или 21 сентября, 1559, Чиголи, Тоскана — 1613, Рим) — итальянский рисовальщик, живописец, скульптор и архитектор периода позднего маньеризма (контрманьеризма) и раннего барокко.

## Биография
Лодовико Карди родился на вилле Кастельвеккьо в городке Чиголи, близ Флоренции в Тоскане. От названия города произошло имя, под которым он наиболее известен. Начальное обучение Чиголи проходило во Флоренции под руководством Алессандро Аллори, ученика и последователя Бронзино. Позднее под влиянием значительных живописцев той эпохи Санти ди Тито, представителя так называемого контрманьеризма, или протобарокко, Корреджо, Федерико Бароччи, Андреа дель Сарто, сложился его индивидуальный стиль, который одни исследователи относят к раннему барокко, другие к академизму. В любом случае Чиголи «расширил рамки позднего маньеризма смелым колоритом, контрастами света и тени, экспрессией изобразительного пространства».

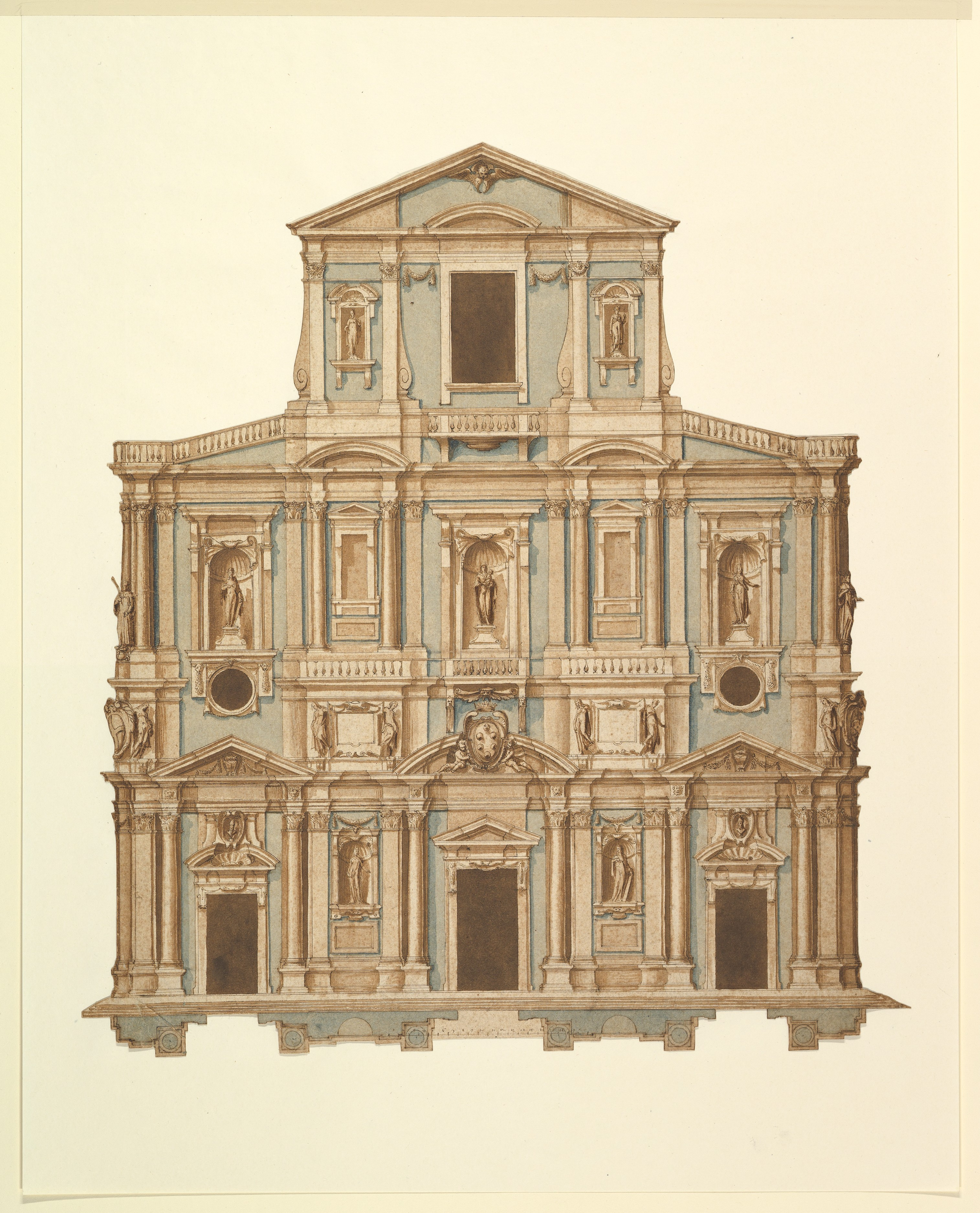
Рисунок фасада церкви Санта-Мария-дель-Фьоре во Флоренции. По проекту Б. Буонталенти. 1589. Бумага, тушь, акварель, перо, кисть. Метрополитен-музей, Нью-Йорк

Чиголи работал во Флоренции, а в последние годы своей жизни — в Риме, во время понтификата папы Павла V Боргезе. Кроме живописи Чиголи занимался архитектурой, его наставниками в этой области были Бернардо Буонталенти и Остилио Риччи. Он был сокурсником и большим другом Галилео Галилея. За свою творческую жизнь он занимался живописью, скульптурой, пластической анатомией, сценографией, литературой и музыкой. Одним из первых Чиголи был принят в филологическую Академию делла Круска. В последние годы жизни был удостоен звания Мальтийского рыцаря.
В 1578 году Чиголи был зачислен в Академию рисунка во Флоренции за картину «Каин и Авель» (не сохранилась), она была признана лучшей из представленных.
Для своего римского покровителя Массимо Массими написал картину «Ecce homo» («Се Человек»), ныне находящуюся в Палаццо Питти. Предположительно, одна и та же тема была задана и двум другим выдающимся художникам: Доменико Пассиньяно и Караваджо. Впоследствии картина Чиголи, написанная под несомненным влиянием Караваджо, была перевезена Наполеоном в Лувр, но возвращена во Флоренцию в 1815 году.
По словам художника XVII века Андреа Сакки, картина Чиголи «Святой Пётр, исцеляющий хромого» была признана «третьей из самых красивых картин в Риме» после «Преображения» Рафаэля и «Последнего причастия святого Иеронима» Доменикино. Слава и влияние Чиголи ещё до приезда в Рим были настолько велики, что посол Флоренции в Риме лично приветствовал художника по прибытии в Вечный город. Филиппо Бальдинуччи в биографическом словаре художников: «Заметки о мастерах рисунка от Чимабуэ до наших дней» (Notizie de' professori del disegno da Cimabue in qua) утверждал, что Чиголи — единственный художник, наряду с Микеланджело, получивший уникальный титул «Божественный».
Чиголи, близкий друг Галилео Галилея, который также называл его величайшим художником своего времени, написал фреску в куполе капеллы Паолина церкви Санта-Мария-Маджоре в Риме, изображающую Мадонну, стоящую в углублении лунного шара. Это первый пример иллюстрации в живописи открытия Галилея о физической природе Луны (как он сам нарисовал её в своем трактате 1610 года «Sidereus Nuncius»). До этого изображения Луна на изображениях Девы Марии всегда представлялась гладкой, идеально сферической, как это описано у Платона и Птолемея.
Во Флоренции Чиголи брал уроки архитектуры и перспективы при дворе Медичи у Бернардо Буонталенти. Под руководством последнего он участвовал в проектировании фасада церкви Санта-Мария-дель-Фьоре. Он вдохновлялся работами Ф. Брунеллески, в частности Капеллой Пацци, и другими ренессансными постройками Флоренции. Однако как архитектор Чиголи выделялся своей оригинальностью, ставшей результатом компромисса между классицистической традицией и новым маньеристским стилем. Это проявилось в его работах под руководством Буонталенти над украшением галереи Уффици и рисунками для торжеств при дворе Медичи.
Учениками мастера были Кристофано Аллори, голландец Джованни Биливерти, Доменико Фетти, Джованни Антонио Лелли, Аурелио Ломи, Пьетро Медичи, Грегорио Пагани, Андреа Комоди, а также Коккапани, Сигизмондо.
В санкт-петербургском Эрмитаже имеются четыре картины Чиголи.

## Галерея

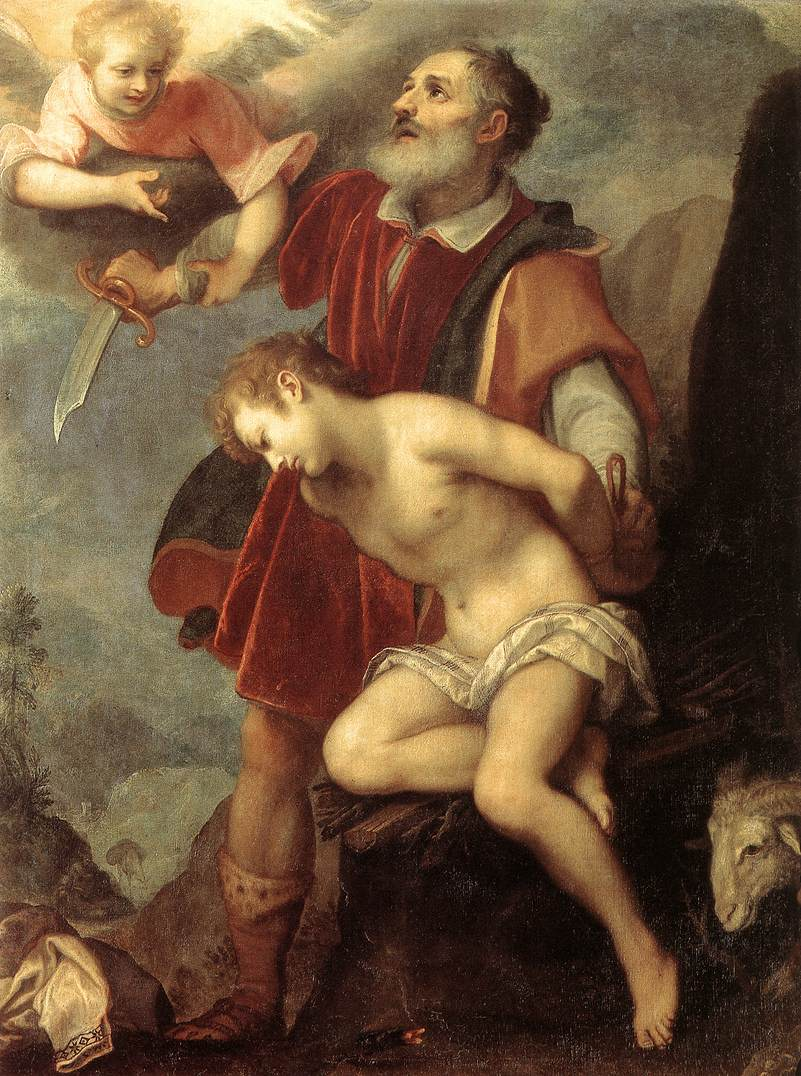
Жертвоприношение Исаака. Ок. 1607. Холст, масло. Палаццо Питти, Флоренция
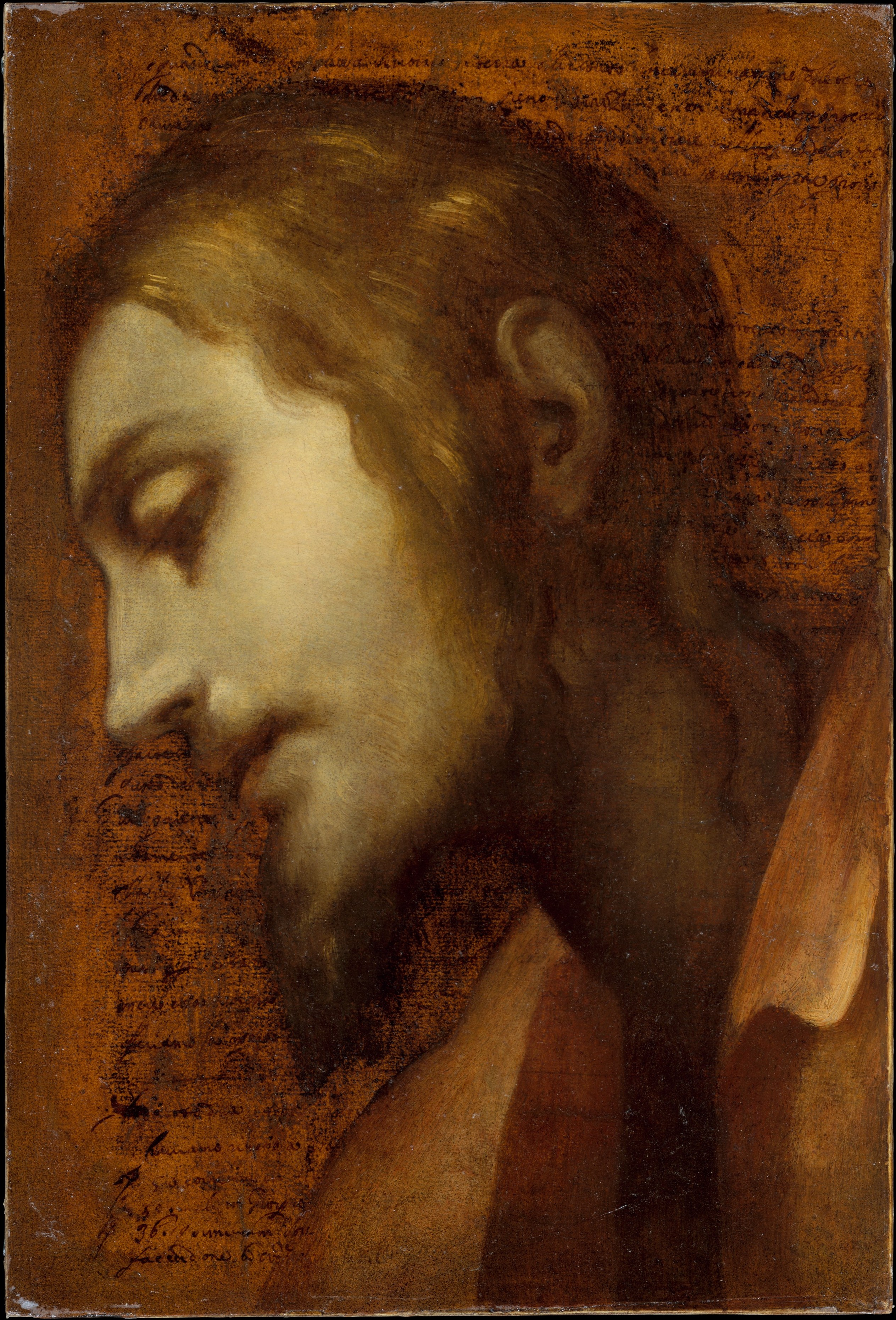
Голова Христа. Между 1559 и 1613. Бумага (страница рукописи художника), лак, масло. Метрополитен-музей, Нью-Йорк
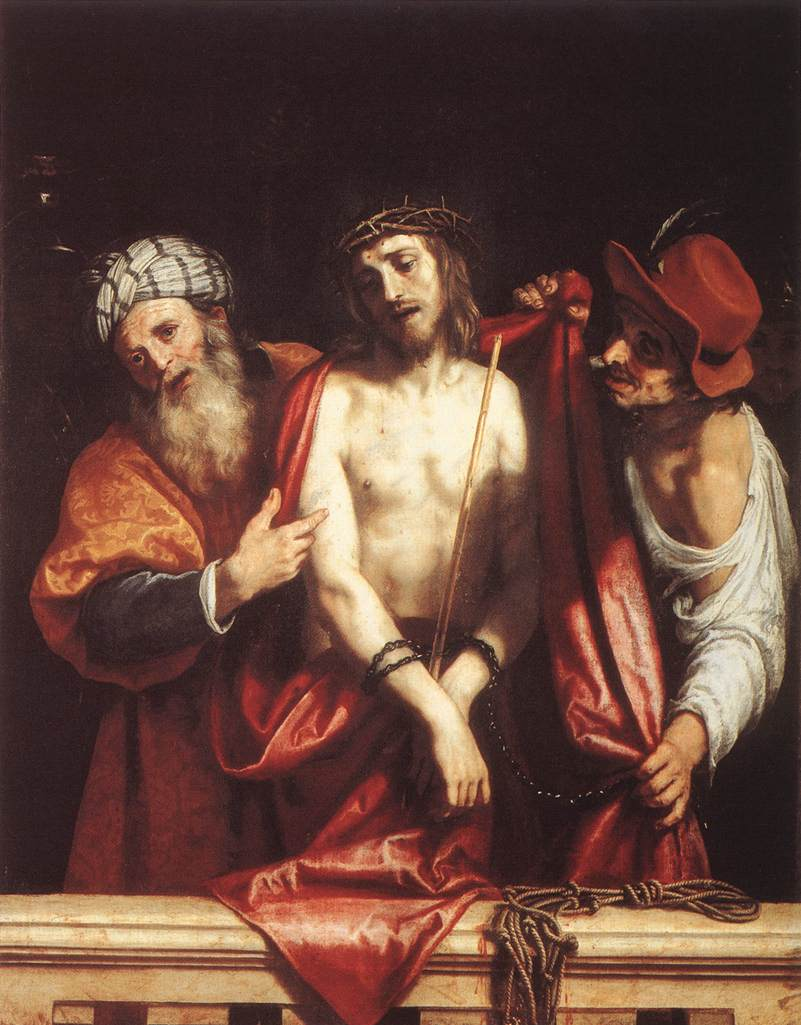
Ecce Homo. 1607. Холст, масло. Палаццо Питти, Флоренция
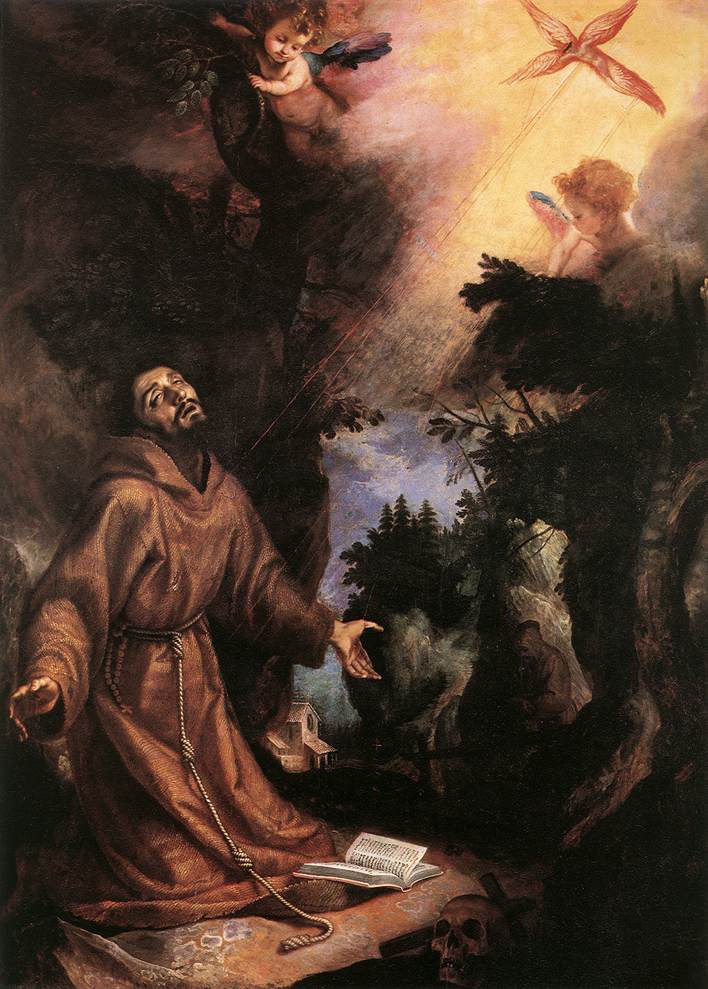
Стигматизация Святого Франциска. 1596. Дерево, масло. Уффици, Флоренция
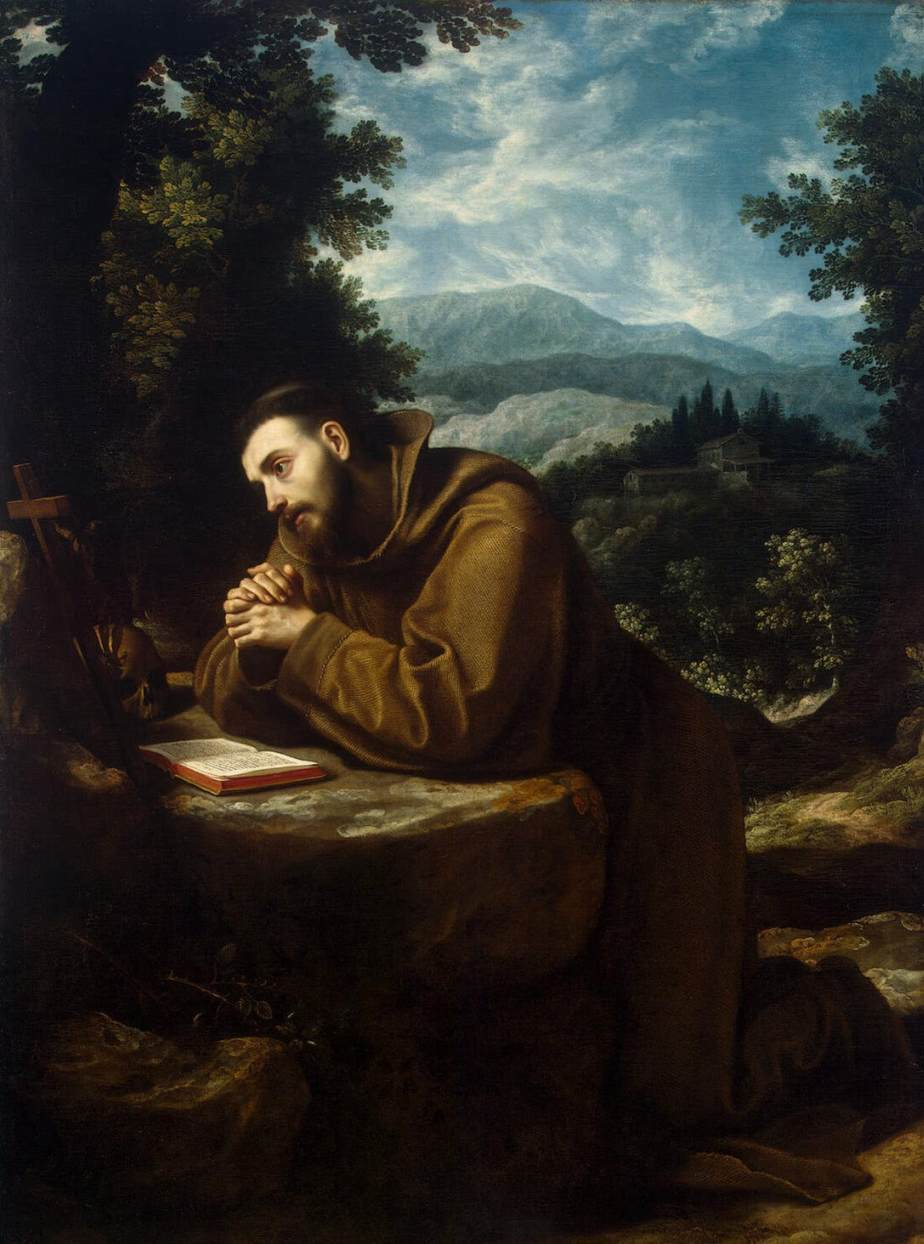
Святой Франциск. Между 1597 и 1599. Холст, масло. Государственный Эрмитаж, Санкт-Петербург
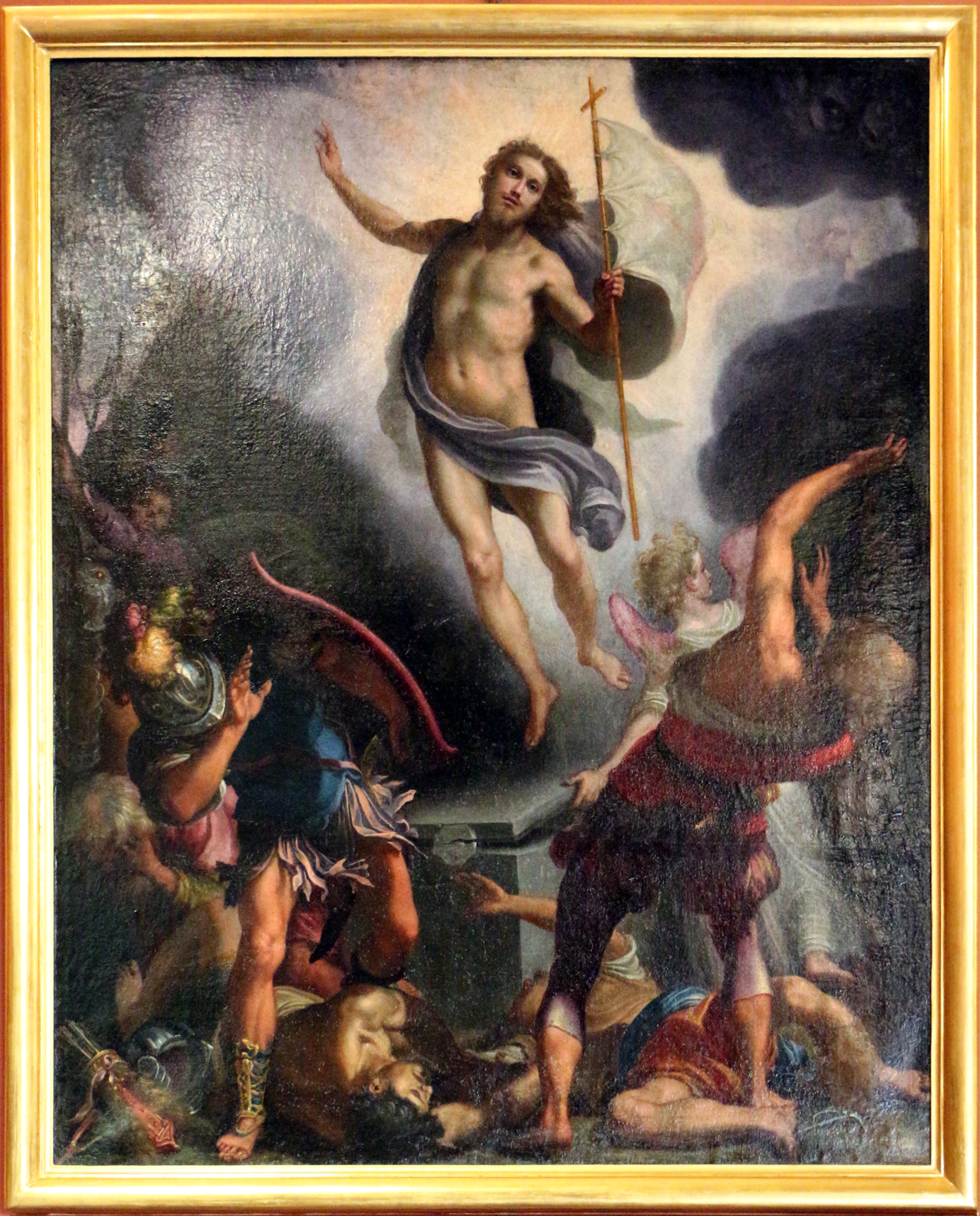
Воскресение Христа. 1600-е. Холст, масло. Палаццо Питти, Флоренция
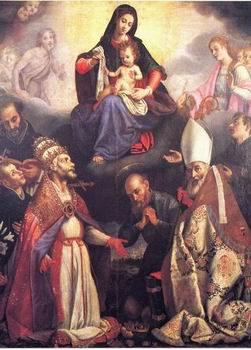
Мадонна с поясом (Мадонна делла Чинтола). Церковь Сант-Агостино, Прато
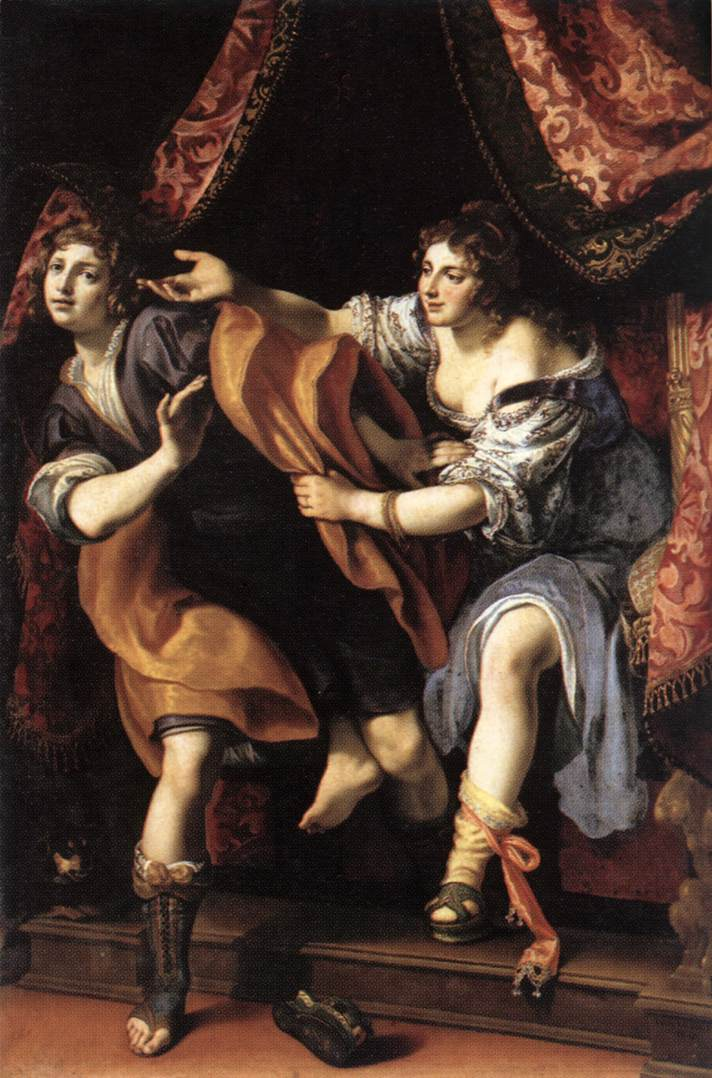
Иосиф и жена Потифара. 1610. Холст, масло. Галерея Боргезе, Рим